# 중동초등학교 신동분교
중동초등학교 신동분교는 대한민국 경상북도 상주시 중동면 상주다인로 537-37 (신암리)에 있었던 초등학교이다.

## 연혁
- 1947년 9월 1일 중동국민학교 신암분교장 개교
- 1949년 9월 30일 신동국민학교 개교
- 1968년 4월 1일 벽지학교 지정
- 1988년 3월 1일 병설유치원 개원
- 1994년 3월 1일 중동국민학교 신동분교
- 2007년 3월 1일 본교로 통합